# Anton Babikov
Anton Igorevič Babikov (in russo Антон Игоревич Бабиков?; Ufa, 2 agosto 1991) è un biatleta russo.

## Biografia
In Coppa del Mondo ha esordito il 17 gennaio 2015 a Ruhpolding (46°) ha ottenuto la prima vittoria, nonché primo podio, il 4 dicembre 2016 a Östersund.
Ai Mondiali di Oslo Holmenkollen 2016, sua prima presenza iridata, è stato 6º nella staffetta; un anno dopo, ai Mondiali di Hochfilzen 2017, ha vinto la medaglia d'oro nella staffetta. Ai XXIII Giochi olimpici invernali di Pyeongchang 2018, sua prima presenza olimpica, si è classificato 57º nella sprint, 40º nell'inseguimento e 16º nell'individuale e 9º nella staffetta mista. È inattivo in ambito internazionale dalla stagione 2021-2022 poiché in seguito all'invasione russa dell'Ucraina del 2022 gli atleti russi sono stati esclusi dalle competizioni riconosciute dall'International Biathlon Union.

## Palmarès

### Mondiali
- 1 medaglia:
  - 1 oro (staffetta[2] a Hochfilzen 2017)

### Coppa del Mondo
- Miglior piazzamento in classifica generale: 24º nel 2017
- 11 podi (3 individuali, 8 a squadre), oltre a quello conquistato in sede iridata e valido anche ai fini della Coppa del Mondo:
  - 3 vittorie (2 individuali, 1 a squadre)
  - 3 secondi posti (a squadre)
  - 5 terzi posti (1 individuale, 4 a squadre)

#### Coppa del Mondo - vittorie
| Data            | Località   | Nazione  | Specialità                 |
| --------------- | ---------- | -------- | -------------------------- |
| 4 dicembre 2016 | Östersund  | Svezia   | PU                         |
| 8 gennaio 2022  | Oberhof    | Germania | SMX (con Kristina Rezcova) |
| 20 gennaio 2022 | Anterselva | Italia   | IN                         |

Legenda:

PU = inseguimento

IN = individuale

SMX = staffetta mista individuale